# Stella O., huérfana emocional
Stella O., huérfana emocional es el décimo capítulo de la primera temporada de la serie de televisión argentina Mujeres asesinas. Este episodio se estrenó el día 20 de septiembre de 2005.
En el libro de Mujeres asesinas, este capítulo recibe el nombre de Stella O., huérfana emocional, al igual que en el capítulo de televisión.
Este episodio fue protagonizado por la primera actriz Ana María Picchio en el papel de asesina. También, contó con las actuaciones especiales de Celina Font y los primeros actores Ulises Dumont y Mario Pasik. Y las participaciones de Claudio Garófalo y María Onetto.

## Desarrollo

### Trama
Stella (Ana María Picchio), una huérfana desde los ocho años, se casa con José (Ulises Dumont) y ambos tienen dos hijos; cuando éstos se independizan, Stella se cansa de la vida rutinaria que tiene con su esposo y conoce a Robert (Mario Pasik), un peluquero gay. Ella se enamora perdidamente, pero él sólo está con ella por el dinero. A todo esto José se entera de que tiene diabetes y necesita el cuidado permanente de su mujer, pero ésta no lo soporta más. Su amante le da la idea de envenenarlo para ambos quedarse con el poco dinero que poseía el enfermo. Un día Stella le hace una sopa a su esposo, pero la prepara con un ingrediente poco común: veneno para ratas. Debido a esto, José se siente cada día peor, pero todos piensan que se debe a la diabetes. Finalmente no aguanta más y en el cumpleaños de su nieto se desmaya, a lo que es llevado inmediatamente al hospital. La hija de Stella y José, Gladys (Celina Font), que siempre sospechó la infidelidad de la madre, comienza a pensar que Stella tuvo que ver con la muerte de su padre. Cuando es descubierta la autopsia, sus pensamientos son hechos realidad: Stella lo había envenenado.

### Condena
José fue internado en el acto, jamás se repuso. Murió en diciembre. Stella O. se declaró inocente y culpó por el crimen a su yerno, pero las evidencias jugaron en su contra. La condenaron a cadena perpetua por homicidio calificado. Durante diez años, Stella fue la única mujer en la cárcel de Olmos que no recibió jamás visita alguna.

## Elenco
- Ana María Picchio
- Ulises Dumont
- Mario Pasik
- Celina Font
- Claudio Garófalo
- Maria Onetto

## Adaptaciones
- Mujeres asesinas (Colombia): Stella, la huérfana emocional - Helena Mallarino